# Nick Van Exel
Nickey Maxwell Van Exel (Kenosha, 27 november 1971) is een Amerikaans voormalig basketbalspeler en basketbalcoach. Hij speelde als point-guard.

## Carrière
Van Exel speelde collegebasketbal voor de Trinity Valley CC en Cincinnati Bearcats. In 1993 werd hij als 37e gekozen in de NBA draft van dat jaar door de Los Angeles Lakers. In zijn eerste seizoen werd hij verkozen tot NBA All-Rookie Second Team. Hij speelde tot 1998 voor de Lakers, hij werd toen geruild naar de Denver Nuggets voor Tony Battie en Tyronn Lue. Na drie seizoenen en een half werd hij geruild naar de Dallas Mavericks samen met Tariq Abdul-Wahad, Avery Johnson en Raef LaFrentz voor Tim Hardaway, Donnell Harvey, Juwan Howard, een geldsom en een draftpick.
In augustus 2003 werd hij geruild naar de Golden State Warriors in een ruil waarbij ook Evan Eschmeyer, Avery Johnson, Popeye Jones, Antoine Rigaudeau, Danny Fortson, Antawn Jamison, Chris Mills en Jiří Welsch betrokken waren. In juli 2004 amper een seizoen later werd hij geruild naar de Portland Trail Blazers voor Dale Davis en Dan Dickau. Hij tekende in 2005 nog als vrije speler bij de San Antonio Spurs en sloot zijn carrière na het seizoen af.
In 2009 werd hij assistent-coach voor de collegeploeg Texas Southern Tigers voor een seizoen. In 2013/14 was hij assistent-coach bij de Milwaukee Bucks onder Larry Drew. Het volgende seizoen was hij assistent-coach van Eduardo Nájera bij de Texas Legends en het seizoen erop was hij er zelf hoofdcoach. In 2016 werd hij assistent-coach bij de Memphis Grizzlies onder David Fizdale en J.B. Bickerstaff. Van 2021 tot 2023 was hij assistent-coach bij de Atlanta Hawks onder Nate McMillan.

## Erelijst
- NBA All-Star: 1998
- NBA All-Rookie Second Team: 1994

## Statistieken

### Regulier seizoen
| Seizoen      | Team                   | WG  | WS  | MPW  | 2P%  | 3P%  | FW%   | RPW | APW | SPW | BPW | PPW  |
| ------------ | ---------------------- | --- | --- | ---- | ---- | ---- | ----- | --- | --- | --- | --- | ---- |
| 1993/94      | Los Angeles Lakers     | 81  | 80  | 33,3 | 39,4 | 33,8 | 78,1  | 2,9 | 5,8 | 1,0 | 0,1 | 13,6 |
| 1994/95      | Los Angeles Lakers     | 80  | 80  | 36,8 | 42,0 | 35,8 | 78,3  | 2,8 | 8,3 | 1,2 | 0,1 | 16,9 |
| 1995/96      | Los Angeles Lakers     | 74  | 74  | 34,0 | 41,7 | 35,7 | 79,9  | 2,4 | 6,9 | 0,9 | 0,1 | 14,9 |
| 1996/97      | Los Angeles Lakers     | 79  | 79  | 37,2 | 40,2 | 37,8 | 82,5  | 2,9 | 8,5 | 0,9 | 0,1 | 15,3 |
| 1997/98      | Los Angeles Lakers     | 64  | 46  | 32,1 | 41,9 | 38,9 | 79,1  | 3,0 | 6,9 | 1,0 | 0,1 | 13,8 |
| 1998/99      | Denver Nuggets         | 50  | 50  | 36,0 | 39,8 | 30,8 | 81,1  | 2,3 | 7,4 | 0,8 | 0,1 | 16,5 |
| 1999/00      | Denver Nuggets         | 79  | 79  | 37,3 | 39,0 | 33,2 | 81,7  | 3,9 | 9,0 | 0,9 | 0,1 | 16,1 |
| 2000/01      | Denver Nuggets         | 71  | 70  | 28,7 | 41,4 | 37,7 | 81,9  | 3,4 | 8,5 | 0,9 | 0,3 | 17,7 |
| 2001/02      | Denver Nuggets         | 45  | 44  | 38,6 | 40,8 | 33,7 | 78,2  | 3,8 | 8,1 | 0,7 | 0,2 | 21,4 |
| 2001/02      | Dallas Mavericks       | 27  | 2   | 28,0 | 41,1 | 34,7 | 84,4  | 3,1 | 4,2 | 0,5 | 0,1 | 13,2 |
| 2002/03      | Dallas Mavericks       | 73  | 1   | 27,8 | 41,2 | 37,8 | 76,4  | 2,8 | 4,3 | 0,6 | 0,1 | 12,5 |
| 2003/04      | Golden State Warriors  | 39  | 29  | 32,2 | 39,0 | 30,7 | 70,7  | 2,7 | 5,3 | 0,5 | 0,1 | 12,6 |
| 2004/05      | Portland Trail Blazers | 53  | 34  | 30,5 | 38,1 | 38,9 | 78,4  | 3,0 | 4,3 | 0,8 | 0,0 | 11,1 |
| 2005/06      | San Antonio Spurs      | 65  | 2   | 15,2 | 39,7 | 35,7 | 68,3  | 1,4 | 1,9 | 0,2 | 0,0 | 5,5  |
| Carrière     | Carrière               | 880 | 670 | 32,9 | 40,5 | 35,7 | 79,4  | 2,9 | 6,6 | 0,8 | 0,1 | 14,4 |
| NBA All-Star | NBA All-Star           | 1   | 0   | 20,0 | 35,7 | 16,7 | 100,0 | 3,0 | 2,0 | 0,0 | 0,0 | 13,0 |

## Play-offs
| Seizoen  | Team               | WG | WS | MPW  | 2P%  | 3P%  | FW%   | RPW | APW | SPW | BPW | PPW  |
| -------- | ------------------ | -- | -- | ---- | ---- | ---- | ----- | --- | --- | --- | --- | ---- |
| 1994/95  | Los Angeles Lakers | 10 | 10 | 46,4 | 41,4 | 31,8 | 76,3  | 3,8 | 7,3 | 2,1 | 0,3 | 20,0 |
| 1995/96  | Los Angeles Lakers | 4  | 4  | 34,3 | 29,6 | 31,3 | 76,9  | 4,0 | 6,8 | 0,5 | 0,0 | 11,8 |
| 1996/97  | Los Angeles Lakers | 9  | 9  | 39,2 | 37,8 | 27,3 | 82,4  | 3,4 | 6,4 | 1,1 | 0,0 | 14,4 |
| 1997/98  | Los Angeles Lakers | 13 | 0  | 28,2 | 33,1 | 31,4 | 72,5  | 2,5 | 4,2 | 0,6 | 0,1 | 11,6 |
| 2001/02  | Dallas Mavericks   | 8  | 1  | 33,0 | 36,6 | 20,6 | 66,7  | 3,0 | 3,9 | 1,0 | 0,0 | 11,1 |
| 2002/03  | Dallas Mavericks   | 20 | 3  | 33,6 | 46,0 | 39,3 | 70,3  | 3,4 | 4,1 | 0,6 | 0,0 | 19,5 |
| 2005/06  | San Antonio Spurs  | 12 | 0  | 11,1 | 21,9 | 30,0 | 100,0 | 1,0 | 1,4 | 0,3 | 0,2 | 2,2  |
| Carrière | Carrière           | 76 | 27 | 31,4 | 39,4 | 32,4 | 75,3  | 2,9 | 4,5 | 0,8 | 0,1 | 13,6 |